# Дігтяр Ольга Данилівна
Ольга Данилівна Дігтяр (нар. 16 грудня 1946, село Нехвороща, тепер Новосанжарського району Полтавської області — ?) — українська радянська діячка, новатор виробництва, слюсар Полтавського заводу газорозрядних ламп імені Комсомолу України Полтавської області. Депутат Верховної Ради УРСР 8-го скликання.

## Біографія
Закінчила вісім класів сільської школи. Член ВЛКСМ.
Потім закінчила Харківський хіміко-механічний технікум.
З 1966 року — слюсар, спеціаліст з ремонту контрольно-вимірювальних приладів Полтавського заводу газорозрядних ламп імені Комсомолу України Полтавської області. Ударник комуністичної праці. Систематично виконувала змінні завдання на 140—150 % при відмінній якості роботи.
У 1973 році закінчила заочно загальнотехнічний факультет Полтавського інженерно-будівельного інституту.
Потім — на пенсії у місті Полтаві.

## Нагороди
- ордени
- медалі